# Богодайко, Евгений Витальевич
Евгений Витальевич Богодайко (укр. Євгеній Віталійович Богодайко; род. 27 апреля 1994, Полтава) — украинский пловец. Шестикратный чемпион и восьмикратный серебряный и бронзовый призёр летних Паралимпийских игр.

## Биография
Серебряный призёр чемпионата Европы 2009 года. Многократный серебряный призёр и двукратный бронзовый призёр чемпионата мира 2010 года. Многократный чемпион Европы 2011 года (100 м, 43 м, 50 м, эстафеты 4×50 м и 4×100 м вольным стилем, 200 м комплексным плаванием, 100 м на спине, 50 м баттерфляй, 100 м брасс), двукратный серебряный призёр (400 м вольным стилем, эстафета 4×50 м комплексным плаванием).
Мастер спорта Украины международного класса. Трёхкратный Паралимпийский чемпион и двукратный серебряный призёр Летних Паралимпийских игр 2012 года и 2016 года.
Занимается в секции плавания Полтавского областного центра «Инваспорт». Тренер — Галина Бойко.

## Награды
- Орден князя Ярослава Мудрого V ст. (18 сентября 2024) — За достижение высоких спортивных результатов на ХVІІ летних Паралимпийских играх в городе Париже (Французская Республика), проявленную самоотверженность и волю к победе, утверждение международного авторитета Украины[4].
- Орден «За заслуги» I ст. (16 сентября 2021) — за значительный личный вклад в развитие паралимпийского движения, достижения высоких спортивных результатов на XVI летних Паралимпийских играх в городе Токио (Япония), проявленные самоотверженность и волю к победе, утверждение международного авторитета Украины[5].
- Орден «За заслуги» II ст. (4 октября 2016) — за достижение высоких спортивных результатов на XV летних Паралимпийских играх 2016 года в Рио-де-Жанейро, проявленное мужество, самоотверженность и волю к победе, утверждение международного авторитета Украины[6].
- Орден «За заслуги» III ст. (17 сентября 2012) — за достижение высоких спортивных результатов на XIV летних Паралимпийских играх в Лондоне, проявленное мужество, самоотверженность и волю к победе, подъём международного авторитета Украины[7].